# Adriaan Roland Holst
Adriaan Roland Holst (Amsterdam, 23 maggio 1888 – Bergen, 5 agosto 1976) è stato un poeta olandese.

## Biografia

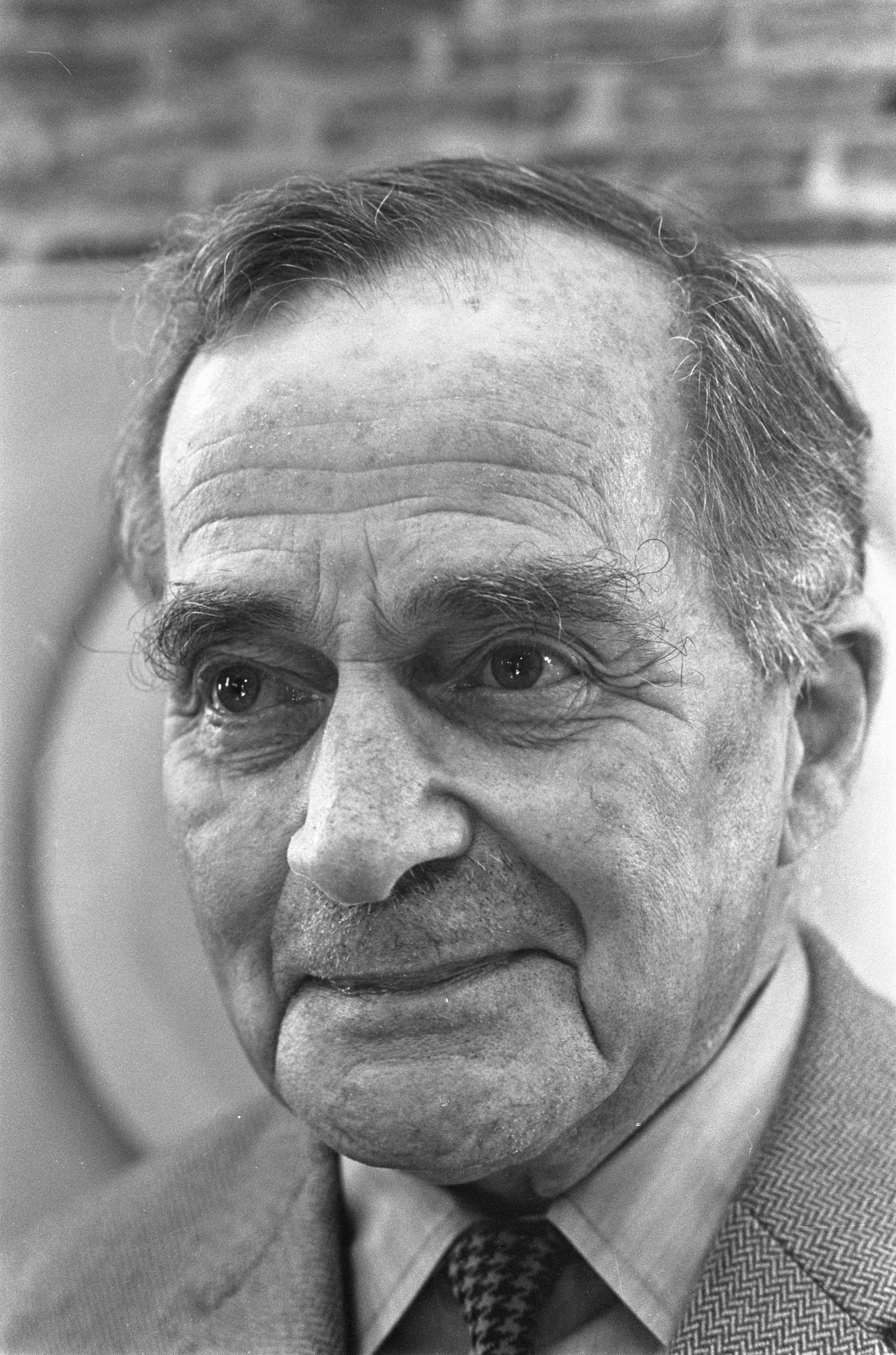
Adriaan Roland Holst, 1968

Studiò per qualche tempo lettere e mitologia celtica ad Oxford. Dal 1920 al 1924 è stato redattore della rivista La Guida. Ha esordito con un volume di Versi nel 1911, seguito da La professione del silenzio del 1913: opere che rientrano nella tradizione poetica affermatasi con il rinnovamento del 1910 e prive di originalità. In Al di là delle strade del 1920 e L'orizzonte selvaggio del 1925 comincia a precisarsi la personalità poetica di Roland Holst, appassionato evocatore di miti, che egli contrappone alla decadenza della sua epoca contemporanea. Il ritmo conciso, il linguaggio ricco di simboli, non privo di sfumature ermetiche, fanno di Un inverno al mare del 1937 la sua opera più compiuta. Da ricordare ancora In istrada del 1940, Vicino al confine del 1960 e Estremi del 1967.